# The Boondock Saints
The Boondock Saints es una película estadounidense de 1999 dirigida y escrita por Troy Duffy. El filme fue protagonizado por Sean Patrick Flanery y Norman Reedus como dos hermanos  irlandeses católicos que se convierten en justicieros después de asesinar a dos miembros de la mafia rusa en defensa propia. Ambos experimentan una epifanía y junto a su amigo David Della Roco tratan de librar de los criminales la ciudad de Boston mientras son perseguidos por un agente del FBI.
Duffy declaró que el guion fue inspirado por una experiencia personal mientras vivía en Los Ángeles. El filme fue lanzado solo en cinco salas de cine durante una semana y fue recibido negativamente por la crítica. Sin embargo, el filme recaudó US$50 millones gracias a las ventas de VHS y DVD y se volvió una película de culto.

## Argumento
El filme comienza con dos hermanos gemelos irlandeses, Connor (Sean Patrick Flanery) y Murphy (Norman Reedus) MacManus, asistiendo a misa en un templo católico, en donde un sacerdote habla del caso de Kitty Genovese. Posteriormente, mientras celebran el Día de San Patricio con varios amigos, los hermanos inician una pelea con tres mafiosos rusos que quieren cerrar el bar donde están celebrando y tomar la propiedad. Los hermanos tratan de negociar con los mafiosos, pero estos responden con violencia. A la mañana siguiente, los cuerpos de dos de los tres mafiosos son encontrados en un callejón.
El agente especial del FBI Paul Smecker (Willem Dafoe) es asignado al caso y determina que la muerte de los rusos no fue provocada por un profesional, sino que probablemente fue un caso de defensa propia. Los hermanos deciden entregarse para limpiar sus nombres y cuando llegan a la estación de policía, son recibidos por la prensa y los mismos policías como héroes. Durante una entrevista con Smecker, revelan que su madre insistía en que aprendieran varios lenguajes (incluyendo ruso, italiano, español, francés y alemán), lo que explica cómo se comunicaron con los mafiosos. Para evitar la prensa, los hermanos pasan la noche en una celda, en donde sienten un «llamado» de Dios, diciéndoles que se deshagan de los villanos para que los inocentes puedan florecer.
Connor y Murphy deciden matar a todos los grandes criminales de Boston con la ayuda de su amigo y exmafioso, Rocco (David Della Rocco). Connor se entera a través de un mensáfono que le quitó a los mafiosos que mataron de que habrá una reunión de los líderes de la mafia rusa en un hotel. Los hermanos llegan al lugar de la reunión y asesinan a todos los mafiosos, dejando al jefe, Yuri Petrova (Victor Pedtrchenko), para el final. Antes de matar a Petrova, los hermanos rezan una oración familiar y después colocan monedas en los ojos de todos los mafiosos. Durante la investigación, Smecker cree que los asesinatos fueron resultado de una guerra entre mafiosos y de la mala televisión, ya que los asesinos entraron a través de los ductos de aire, algo que solo se ve en programas de televisión y en el cine.
Después de asesinar a un miembro de la familia Yakavetta, Vincenzo Lipazzi (Ron Jeremy), en un strip club (lo que hace que Smecker descarte la teoría de una guerra de mafiosos), los tres justicieros continúan asesinado mafiosos en misiones cada vez más violentas. Como consecuencia, Giuseppe «Papa Joe» Iacavetta (Carlo Rota) contrata al temido sicario Il Duce (Billy Connolly) (un asesino al que la mafia recurría cuando necesitaba matar a uno de los suyos) para deshacerse de los justicieros. Después de asesinar a un criminal con quien Rocco tenía una rivalidad, los tres amigos son emboscados por Il Duce. Aunque logran escapar, los justicieros reciben varias heridas, siendo la más seria la pérdida de un dedo de Rocco. En lugar de ir a un hospital en donde pueden ser identificados, los tres cauterizan sus heridas con un hierro incandescente.
Horas después, mientras la policía investiga el área, Smecker encuentra el dedo de Rocco y decide realizar una investigación por cuenta propia. La evidencia guía al agente a Rocco y sus aliados. Sin embargo, batallando con su conciencia, decide ayudarlos en su lucha contra el crimen. Con la ayuda de Smecker, quien se disfraza de mujer, los justicieros se infiltran en los cuarteles de la familia Iacavetta. Sin embargo, Il Duce atrapa a Smecker, otros mafiosos capturan a los gemelos y «Papa Joe» asesina a Rocco. Los hermanos logran escapar, encuentran el cuerpo de Rocco y empiezan a recitar la oración familiar. En ese momento Il Duce entra al cuarto sin que Connor ni Murphy se den cuenta y, en vez de asesinarlos, termina la oración. Il Duce revela que es el padre de los gemelos, Noah, y decide unirse a su causa.
Tres meses después, se celebra el juicio a «Papa Joe» y la prensa predice que saldrá libre. Los hermanos, junto a su padre y ayudados por el agente Smecker, se infiltran en el juzgado y llegan a la sala donde se celebra el juicio del mafioso. Ante las cámaras, revelan sus identidades y prometen erradicar el mal donde sea que esté. Los tres justicieros recitan la oración familiar y asesinan a «Papa Joe». Los medios los llaman «Los Santos» y la película termina con varias entrevistas a gente en la calle opinando sobre las actividades de los justicieros.

## Reparto
- Willem Dafoe como el Agente especial de FBI Paul Smecker, un detective homosexual asignado a la investigación del asesinato de los mafiosos rusos.
- Sean Patrick Flanery como Connor MacManus, uno de los dos gemelos irlandeses que deciden acabar con el crimen por cuenta propia. Tiene un tatuaje en su mano izquierda que dice Veritas («verdad» en latín). Es más sensible y racional que su hermano y trata de planear sus misiones de forma cuidadosa.
- Norman Reedus como Murphy MacManus, el gemelo de Connor. Tiene un tatuaje en su mano derecha que dice Aequitas («justicia» en latín). Es más emocional que su hermano.
- David Della Rocco como David Della Rocco, un exmafioso de la familia Yakavetta.
- Billy Connolly como Noah MacManus/Il Duce, un sicario de la familia Yakavetta y el padre de Connor y Murphy.
- Bob Marley como el detective Greenly, un detective del Departamento de Policía de Boston que investiga a los hermanos MacManus.
- David Ferry como el detective Dolly, otro detective del Departamento de Policía de Boston.
- Brian Mahoney como el detective Duffy, otro detective del Departamento de Policía de Boston.
- Carlo Rota como Don «Papa» Joe Yakavetta, el líder de la familia Yakavetta.
- Ron Jeremy como Vincenzo Lapazzi, la mano derecha de «Papa Joe».
- Gerard Parkes como Doc, el dueño de un bar irlandés. Padece de síndrome de Tourette.

## Producción
Troy Duffy se inspiró para el guion después de presenciar a un vendedor de drogas robarle el dinero a un cuerpo en Los Ángeles. Duffy, quien trabajaba en un bar, nunca antes había escrito un guion. El guion fue terminado en el otoño de 1996 y Duffy se lo entregó a un asistente en New Line Cinema para que lo leyera un ejecutivo. El guion paso por varios estudios y Duffy recibió varias ofertas. En marzo de 1997, fue contratado por Paramount Pictures por US$500.000, y posteriormente en ese mes, Miramax compró los derechos del filme. La productora le ofreció a Duffy $450.000 por escribir y dirigir el filme. El filme recibió un presupuesto inicial de $15 millones. Asimismo, la banda de Duffy, The Brood, estaría a cargo de la banda sonora y Miramax compraría parte de J. Sloan's, el bar donde Duffy trabajaba. La filmación estaba planeada para iniciar durante el otoño de ese año en Boston.
Duffy quería que Stephen Dorff y Mark Wahlberg interpretaran a los gemelos, pero Wahlberg prefirió hacer Boogie Nights. Asimismo, también quería que Billy Connolly y Kenneth Branagh participaran en el filme, con Branagh interpretando al agente Smecker. Duffy también expresó interés en Brendan Fraser, Nicky Katt y Ewan McGregor para interpretar a cualquiera de los gemelos, pero no se tomó ninguna decisión al respecto. Posteriormente, Duffy trato de conseguir que Patrick Swayze interpretara a Smecker, pero Miramax prefería a Sylvester Stallone, Bill Murray o Mike Myers. Antes de que la preproducción comenzara en diciembre de 1997, Miramax decidió abandonar el proyecto. El productor Lloyd Segan dijo que la decisión fue tomada debido a los problemas para elegir el reparto y los lugares de filmación.
El estudio independiente Franchise Pictures ofreció financiar el filme si se lograban resolver los problemas. Duffy ofreció los papeles de los hermanos a Sean Patrick Flanery y Norman Reedus y el papel de Smecker a Willem Dafoe. La filmación comenzó en Toronto y las escenas finales fueron filmadas en Boston.

## Lanzamiento
Después de que fue terminada, The Boondock Saints tuvo un lanzamiento muy limitado, siendo presentada en solo cinco salas de cine durante una semana en 1999. Sin embargo, una versión sin censura fue reestrenada en mayo de 2006. Después del estreno, Duffy financió más presentaciones de la película con la ayuda de Blockbuster Inc. De acuerdo con Duffy, los distribuidores limitaron el estreno de la cinta debido a la masacre del instituto Columbine. Blockbuster lanzó The Boondock Saints como un «Blockbuster Exclusive», una colección de filmes independientes lanzados directamente para video. La película se volvió popular gracias al boca a boca y fue un éxito de ventas en DVD. Sin embargo, Duffy no recibió ningún dinero de las ventas ya que había vendido los derechos a Indican.

## Recepción
El filme recibió críticas negativas, con Metacritic reportando un puntaje de 44/100 basado en cuatro críticas y Rotten Tomatoes reportando que solo 19% de los críticos dieron una reseña positiva al filme. Nathan Rabin de The A.V. Club escribió que «más que un thriller de acción» The Boondock Saints es «una serie de escenas violentas unidas por algo que aparenta ser un argumento». También comentó que el filme «es puro estilo y nada de sustancia». Robert Koehler de Variety escribió: «Una entrada tardía en el género criminal hipster iniciado por Reservoir Dogs, The Boondock Saints mezcla sangre con justicia a mano propia de tinte católico en proporciones excesivas produciendo un efecto algunas veces estrambótico pero siempre brutal. [La película] se interesa más en encontrar nuevas formas para mostrar ejecuciones que en encontrar un significado en el deseo humano para eliminar el mal por cuenta propia».

## Documental
En 2003, se lanzó el documental Overnight dirigido por Tony Montana y Mark Brian Smith, en el cual se narra la historia de Troy Duffy durante sus negociaciones con Miramax por el guion de The Boondock Saints. El filme muestra como el comportamiento de Duffy lleva a Miramax a cancelar el proyecto, lo que obliga al escritor y director a buscar otra manera de financiar la película.

## Secuela
Después de numerosos atrasos, en 2009 se lanzó una secuela titulada The Boondock Saints II: All Saints Day, en la cual los hermanos regresan a Boston para continuar con su misión. La película fue dirigida y escrita nuevamente por Troy Duffy.